# Отдельный горнострелковый отряд

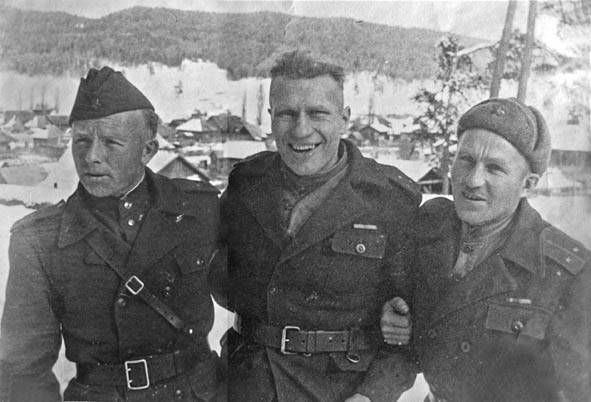
Евгений Абалаков, Юрий Одноблюдов и Николай Гусак во время работы в Военной школе альпинизма и горных лыж (Бакуриани, 1943 год)

Отдельные горнострелковые отряды (ОГСО) — советские горнострелковые формирования, противостоявшие во время Битвы за Кавказ немецким альпийским стрелкам в районе Главного Кавказского хребта.
ОГСО комплектовались личным составом, обладающим высоким уровнем подготовленности для боевых действий в горной местности, снабжались специальным оружием, горным снаряжением и военной формой.

## Предпосылки появления

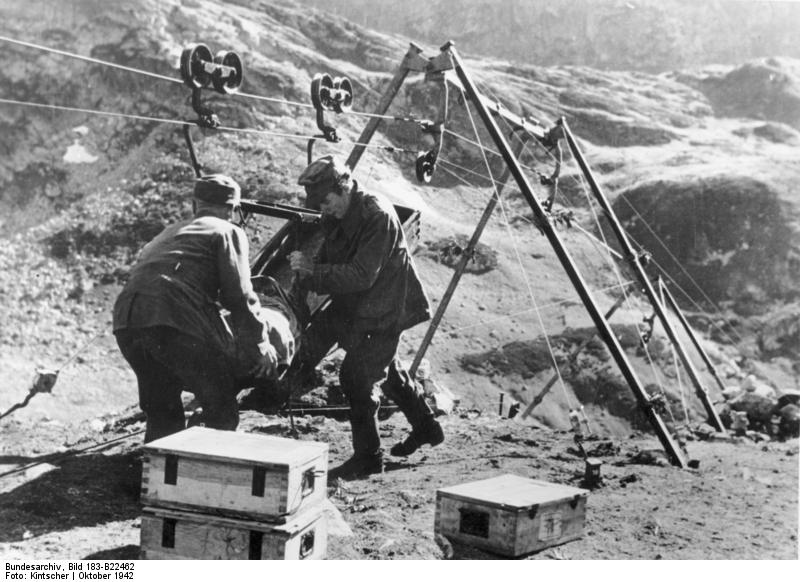
Немецкие горные егеря осуществляют переброску грузов с помощью канатной дороги
(октябрь 1942 года).

К тому времени, когда немецкие войска вышли на северные склоны Главного Кавказского хребта, многие его перевалы даже не были перекрыты советскими частями, а те из них, которые были ими заняты, почти не имели каких-либо фортификационных сооружений. Директива № 00263/оп от 23 июня 1942 года, подписанная командующим Закавказским фронтом генералом армии И. В. Тюленевым, возложила оборону перевалов на части советской 46-й армии, в зоне ответственности которой в то время находилось Черноморское побережье и частично — граница с Турцией. Однако из-за целого ряда трудностей устойчивых оборонительных рубежей вдоль горного хребта организовано не было, и появление немецких войск на перевалах оказалось для советского командования крайне неприятной неожиданностью.
С началом немецкого наступления в авральном порядке при оперативной группе штаба Закавказского фронта по обороне Главного Кавказского хребта (Тбилиси) было создано отделение горной подготовки штаба Закавказского фронта. С привлечением местных альпинистов и горнолыжников (К. Джавришвили, Д. Пурцеладзе, Р. Мхеидзе и др.) была начата работа по созданию и боевой подготовке горнострелковых частей в специальных военизированных альпийских лагерях. Помимо этого, был разработан пакет дополнительных инструкций для личного состава по ведению войны в горах и обеспечению защиты от горных опасностей (лавин и т. п.)
С августа 1942 года подразделения 46-й армии РККА увязли в тяжёлых оборонительных боях за перевалы в центральной части Главного Кавказского хребта. Очень быстро выяснилось, что для успешного противостояния в горах немецким войскам 49-го горнопехотного корпуса необходимо значительное количество специально подготовленных к горным условиям подразделений. Кроме этого, боевой опыт показал, что в борьбе за высокогорные перевалы задействование формирований крупнее стрелковой роты было неэффективным, так как приводило к повышенным потерям из-за чрезмерной концентрации сил на одном направлении.
Как следствие, в конце августа 1942 года по приказу командующего Закавказским фронтом генерала армии И. В. Тюленева началась организация отдельных горнострелковых отрядов — ОГСО, а ответственность за эту работу была возложена на командующего 46-й армией генерал-лейтенанта К. Н. Леселидзе.

## Создание и комплектование
Для создания ОГСО в Бакуриани (Грузинская ССР) осенью 1942 года была сформирована школа НКВД по подготовке военных альпинистов и горных стрелков. В числе её руководителей значились заслуженные мастера спорта СССР — братья-альпинисты Евгений и Виталий Абалаковы. В короткий срок преподавательским составом была налажена подготовка квалифицированных кадров для комплектования двенадцати ОГСО.
Большой объём работы по направлению альпинистских кадров на Кавказ вели также московский пункт войск НКВД (1-й полк НКВД) и Всесоюзный комитет по делам физической культуры и спорта при СНК СССР. Всего ими было отобрано не менее 200 высококлассных альпинистов, которые были использованы для налаживания горной подготовки в горнострелковых частях и инструкторской работы в школе военного альпинизма и горнолыжного дела. Помимо братьев Абалаковых, в тренировочной деятельности принимала участие фактически элита советского альпинизма: мастер спорта Николай Гусак, мастер спорта Юрий Губанов, мастер спорта Александр Гусев, мастер спорта Евгений Белецкий, военинженер 3-го ранга Яков Аркин, мастер спорта Михаил Ануфриков, Александр Сидоренко, Любовь Коротаева и др.
В результате, первые отряды ОГСО были созданы в сентябре-октябре 1942 года. Двенадцать из них были развёрнуты в Тбилиси из курсантов военных училищ Баку, Тбилиси и Сухуми; их состав был усилен спортсменами-альпинистами, отозванными с других фронтов. Подразумевалось, что они останутся в подчинении штаба 46-й армии для усиления действующих в горах армейских подразделений либо для самостоятельного выполнения боевых задач на самых сложных участках в отрыве от главных сил. В октябре 1942 года ОГСО были направлены в зону боевых действий — на кавказские перевалы.

## Состав, оснащение и снабжение
Первоначально предполагалось, что каждый ОГСО будет состоять из стрелковой роты, сапёрного отделения, пулемётного и миномётного взводов. Однако в ходе комплектования эти рамки были пересмотрены, и в результате численность каждого ОГСО составляла около 350 человек в составе двух рот автоматчиков по 100 человек каждая, одной пулемётно-миномётной роты, сапёрного взвода, взвода противотанковых ружей, штаба и командования. Суммарная численность двенадцати ОГСО достигала примерно 5000 бойцов, непосредственное руководство отдельными отрядами осуществляли офицеры НКВД.
После получения первого боевого опыта штатная структура ОГСО подверглась серьёзному пересмотру: одну из рот автоматчиков заменили стрелковой ротой, вооружённой карабинами и имеющей в своем составе снайперскую команду. Вместо взвода противотанковых ружей и сапёрного взвода в каждом отряде появился спецвзвод разведки, укомплектованный альпинистами высокой квалификации, и специальный транспортный взвод.
Горные стрелки снабжались средствами выживания и страховки в горах: альпенштоками, ледорубами, скальными и ледовыми крючьями, походными инструментами, верёвками, верёвочными лестницами, компасами, солнцезащитными очками и т. п. По воспоминаниям ветеранов, военная форма для этих формирований разрабатывалась под руководством альпинистов из ОМСБОНа, её массовый пошив был организован в Закавказье. Командный состав носил двубортные кителя, лыжные брюки с манжетами и специальные горные ботинки, рядовой состав — лыжные куртки с поясами, брюки и горные ботинки. Вся верхняя одежда была очень удобной, спортивного покроя, из толстой шерстяной ткани тёмно-зелёного цвета. В летнее время в качестве головных уборов использовались пилотки, зимой — шапки-ушанки.
Предполагалось, что личному составу придётся нести службу в зонах высокогорья с крайне неблагоприятными условиями для жизни, где выживание зимой путём постройки каменных хижин или снежных пещер не всегда представлялось возможным. Для решения этой проблемы при участии отделения горной подготовки штаба Закавказского фронта была разработана конструкция разборного переносного домика для высокогорных гарнизонов, а его выпуск был налажен на местной производственной базе в Тбилиси. Практический опыт эксплуатации этого жилья показал его полное соответствие требуемым условиям.
До начала немецкого наступления продовольственное обеспечение военнослужащих ОГСО было неплохим, оно включало в себя сгущённое молоко, мясные консервы и галеты, произведённые в 1938—1939 годах. Однако, когда наступали перебои со снабжением, бойцам удавалось решать эту проблему с помощью охоты на оленей и туров, которых в те времена в неосвоенной местности было ещё немало. Забой трёх-четырёх животных позволял добыть около 300 кг свежего мяса.

## Боевая работа

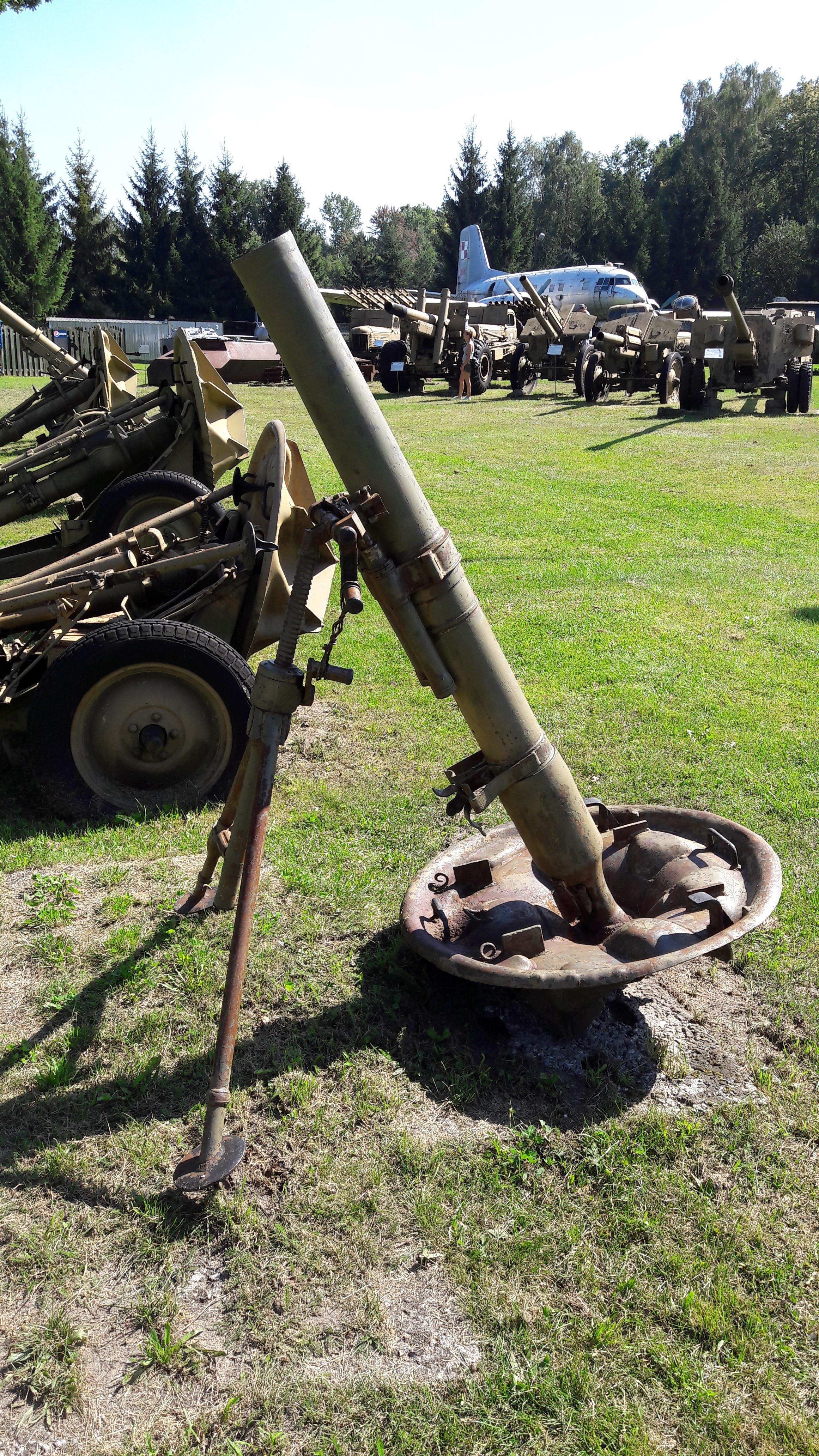
Советский 107-мм горно-вьючный миномёт образца 1938 года
(снимок 2016 года)

Одним из основных тактических приёмов ОГСО стала классическая формула горной войны, которая основывается на преимуществе в высоте в сочетании с фактором внезапности. Бойцы ОГСО старались путём дерзких и неожиданных манёвров пробраться в тыл или во фланг противника через самые трудные (даже в понимании альпинистов) горные пути. Во многих эпизодах войны ОГСО придавались армейским подразделениям как средство качественного усиления; например, на Марухском направлении в ноябре-декабре 1942 года 11-й и 12-й ОГСО были переброшены к частям 810-го стрелкового полка вместе с горновьючной батареей 107-мм миномётов под командованием полковника С. К. Тронина для повышения устойчивости обороны. При этом участие в операциях опытных спортсменов-альпинистов позволило почти полностью исключить небоевые потери личного состава и поставить ведение боевой работы на планомерную основу.
Многие из опытных альпинистов ОГСО выступали консультантами в вопросах использования местности при планировании боевых операций, проводили разведывательные мероприятия в горах, принимали участие в эвакуационных и боевых действиях. Нередко, используя неожиданные маршруты, разведчики ОГСО проникали далеко на северные склоны Главного Кавказского хребта; известны случаи, когда им удавалось заходить в глубокий тыл и нарушать коммуникации, уничтожать командные пункты и т. п. Значительную помощь им и горным стрелкам оказывали стихийно возникшие на занятой немцами советской территории сванские партизанские отряды, которые тесно взаимодействовали с разведкой ОГСО и доставляли гитлеровцам немало неприятностей.
В своих воспоминаниях участник Битвы за Кавказ Михаил Бобров приводит места дислокации советских ОГСО в 1942—1943 годах в соответствии с данными оперативного учёта альпинистского отделения оперативной группы штаба фронта по обороне Главного Кавказского хребта:
- ОГСО № 1: дислокация Южная палатка Клухорского перевала, старший инструктор лейтенант С. А. Глазков,
- ОГСО № 2: дислокация Белореченский перевал, старший инструктор лейтенант М. И. Ануфриков,
- ОГСО № 3: дислокация селение Дур Дур, старший инструктор младший лейтенант А. Р. Комиссаров,
- ОГСО № 4: дислокация селение Алагир, старший инструктор старший лейтенант П. И. Марченко,
- ОГСО № 5: дислокация селение Местиа, старший инструктор лейтенант М. М. Бобров,
- ОГСО № 6: дислокация турбаза Накра, Ненскрыра, Басс, Чипер Азау, старший инструктор лейтенант Н. П. Моренец,
- ОГСО № 7: дислокация Белореченский перевал, старший инструктор лейтенант Л. З. Элиава,
- ОГСО № 8: дислокация станция Лазаревская, старший инструктор старший лейтенант И. Я. Арутюнов,
- ОГСО № 9: дислокация перевал Псеашхо, старший инструктор лейтенант К. Б. Ониани,
- ОГСО № 10: дислокация станция Лазаревская, старший инструктор младший лейтенант З. П. Мансурадзе,
- ОГСО № 11: дислокация Красная Поляна, старший инструктор лейтенант Ш. Л. Асатиани,
- ОГСО № 12: дислокация Марухский перевал, старший инструктор лейтенант Д. В. Джапаридзе.

Как правило, советское командование поручало ОГСО самые сложные задания, и постепенно бойцы ОГСО полностью заменили на перевалах обычные стрелковые формирования. Появление таких подразделений в самый критический момент обороны Главного Кавказского хребта оказало многофакторное влияние на ход военных действий: оно помогло стабилизировать в горах линию боевого соприкосновения сторон, перехватить у гитлеровских войск инициативу, повысило боевую выучку личного состава частей 46-й армии и, в конечном итоге, способствовало переходу советских войск к наступательным действиям.

## Дальнейшая судьба
В январе 1943 года по постановлению Военного совета Закавказского фронта была сформирована отдельная горно-стрелковая бригада особого назначения (огсбрОН), в состав которой вошли все двенадцать ОГСО, ранее подчинявшиеся командованию 46-й армии. Бригада находилась в подчинении штаба Закавказского фронта в Пятигорске и была предназначена для охраны и обороны стратегически важных объектов Главного Кавказского хребта: перевалов, высот, транспортных коммуникаций и т. п. Помимо этого, на руководство бригады была возложена задача подготовки хорошо обученных альпинистских кадров, готовых к ведению любого типа боевых действий в горных условиях.
С началом отступления гитлеровских войск с Кавказа в 1943 году было создано ещё четыре ОГСО. В феврале 1943 года все отряды ОГСО были сведены в отдельную горнострелковую бригаду (огсбр), позднее большинство из них было преобразовано в отдельные батальоны автоматчиков, вошедшие в состав войск Закавказского фронта.